# Tepatitlán de Morelos
Tepatitlán de Morelos és una ciutat i municipi de Mèxic localitzat a la Regió Altos Sur en l'estat de Jalisco. Limita al nord amb els municipis de Yahualica de González Gallo i Valle de Guadalupe; al sud amb Tototlán i Atotonilco l'Alt; a l'orient amb San Miguel el Alto i San Ignacio Cerro Gordo; i al ponent amb Acatic, Cuquío i Zapotlanejo. És part de la macro regió del Bajío, específicament el Bajío Occident.
Tepatitlán de Morelos pertany a la més recent metròpoli del país, la Zona Metropolitana de Tepatitlan de Morelos, que, juntament amb Arandas, San Ignacio Cerro Gordo i San Miguel el Alto ajunten una població de 288.635 hab. que és la tercera zona metropolitana més poblada de l'estat, i la 44 del país.

## Toponímia
Tepatitlán significa "lloc entre pedres" a causa que es troba cimentada sobre pedernales. El nom de Tepatitlán prové del náhuatl Tecpatl, que significa pedra, i titlán, que significa lloc entre o enmig de, per la qual cosa resumeix el significat a lloc entre pedres o enmig de pedernales. També se li dona el significat de "Lloc del Ganivet Sagrat"

## Geografia
La seva ubicació regional respecte a l'estat és al centre i pel que fa a la regió, al sud-est, en les coordenades 20° 54' 50" i els 21° 01' 30" de latitud nord i els 102° 33' 10" als 102° 56' 15" de longitud oest a una altura d'1,800 msnm (metres sobre el nivell del mar).
Segons dades del INEGI el 2009, Tepatitlán ocupa l'1,78% de la superfície de l'estat de Jalisco.
Es troba limitat al nord pels municipis de Valle de Guadalupe i Yahualica de González Gallo, al sud amb Tototlán i Atotonilco l'Alt i al ponent amb Acatic, Zapotlanejo i Cuquío, i a l'orient amb San Miguel el Alto i San Ignacio Cerro Gordo.
Les poblacions més importants de Tepatitlán són: Capella de Guadalupe, San José de Gracia, Capella de Milpillas, Pegueros, Mezcala dels Romaní, Ull d'Aigua de Latillas, San José de Bazarte (La Vila) i Tecomatlán.

## Demografia
Segons el Cens de Població i Habitatge elaborat pel INEGI el 2010 el municipi està conformat per 136,123 habitants, dels quals 66,244 (48,67%) són homes i 69,879 (51.35%) són dones.

## Educació
En aquest municipi es troba el Centre Universitari dels Alts (CUALTOS) fundat en 1994, pertanyent a la Universitat de Guadalajara. En aquest centre universitari s'imparteixen carreres de l'àrea de la salut, econòmic-administratives, ciències biològiques i enginyeries computacionals. També es compta amb ciències socials i de la cultura. Aquest Centre Universitari ofereix la modalitat presencial tradicional i també el Sistema Semi-escolaritzat a través de cursos mixts en alguns dels seus programes de Llicenciatura.
D'igual manera al setembre de 2007 obre les portes en Tepatitlán la Universitat Interamericana per al Desenvolupament, (UNIU) que actualment ofereix les llicenciatures en Dret, Contaduría, Màrqueting, Disseny Gràfic Digital, Administració d'empreses i Ciències i Tècniques de la Comunicació; a més dels mestratges en Educació i Administració de Negocis.
Es troba també el Centre d'Estudis Superiors dels Alts TECPATL amb carreres de disseny tals com a arquitectura, disseny d'interiors i disseny gràfic, comptant amb una afiliació a la Universitat Autònoma de Guadalajara a l'àrea d'Arquitectura i salut com a radiologia.

## Economia
La principal activitat econòmica de Tepatitlán és la ramaderia, la qual cosa es manifesta tant pel volum com pel valor de la producció. Aquest municipi destaca en els següents productes: llet de vaca, ou de gallina, carn de porc, carn de pollastre i carn de boví. Si bé en altres llocs es produeix major quantitat de cadascun d'aquests productes de manera separada, la importància de la producció ramadera tepatitlense és que al mateix territori es tenen les activitats ramaderes de diverses espècies productives, amb nivells de producció superiors als obtinguts en altres localitats ramaderes.
Per exemple, la regió de la Pietat, Michoacán, té fama per la producció porcina; no obstant això, en Tepatitlán es produeix un volum fins a tres vegades superior.
En el municipi hi ha 7 plantes de tequila entre les més conegudes està la de Casa Sant Matías (on s'elabora el tequila "Poble Vell"), Industralizadora d'Atzavara San Isidro (que fabrica el tequila "Cristeros"), la casa Camarena (on s'elabora el tequila "El Tallador"), Destiladora Santa Virgínia (que elabora el tequila "Sang Alteña" i "Els Jous"), i les altres tequileras produeixen les marques Santa Virginia, entre d'altres; existeixen dues plantes de mel d'atzavara a la regió i també compta amb fàbriques de implementos avícoles, els quals es dediquen a fabricar casetes de gallines i porcs, així com dues fàbriques de con i caixa d'ou i diverses plantes d'aliments agropecuaris. També hi ha fàbriques de dolços que sobresurten en la seva producció a nivell
El municipi és el principal centre de comerç al detall dels Alts Sud, on destaca el comerç d'abarrotis, roba, sabates, etc.

## Turisme

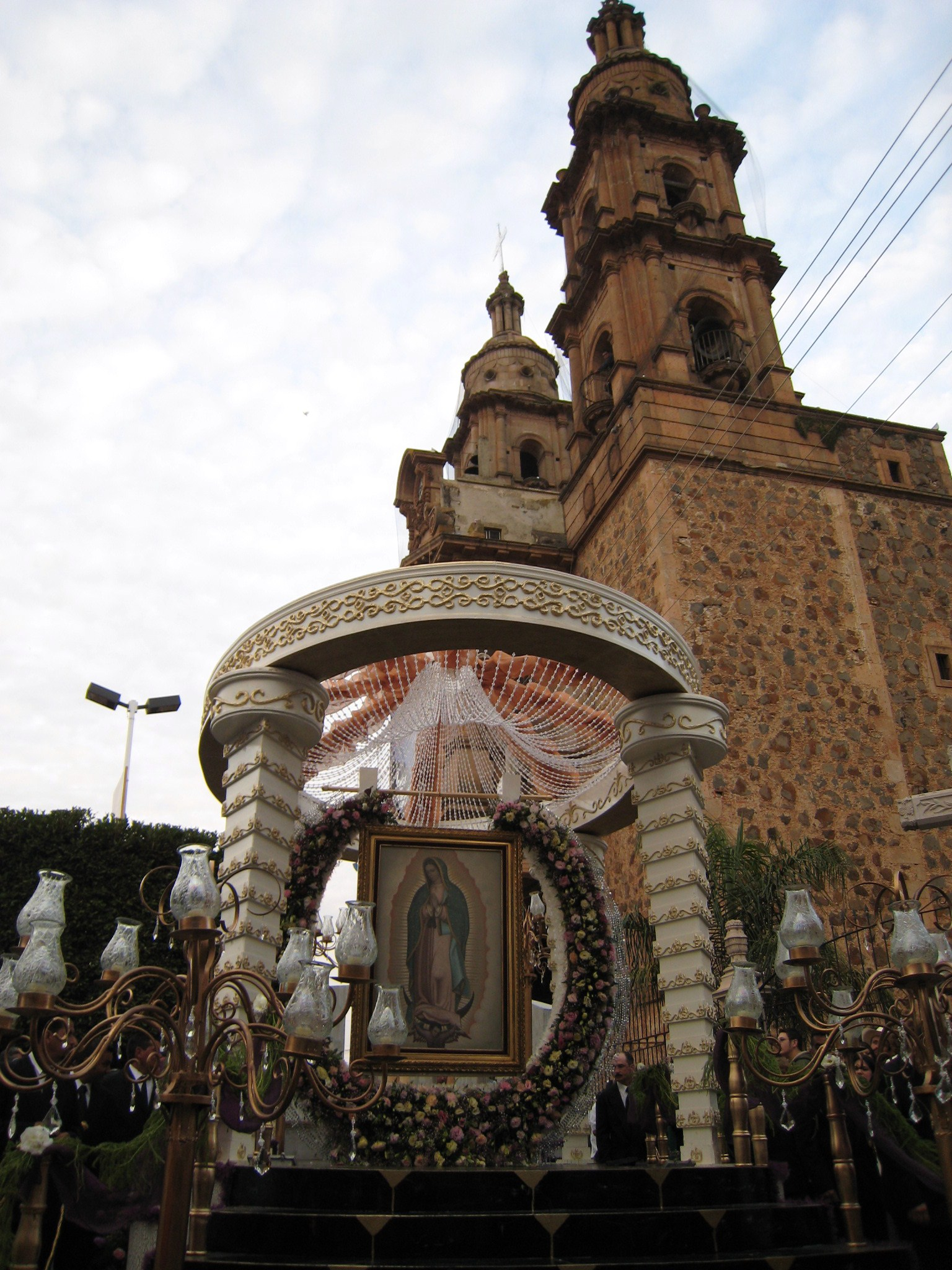
Capella de Guadalupe (Jalisco)

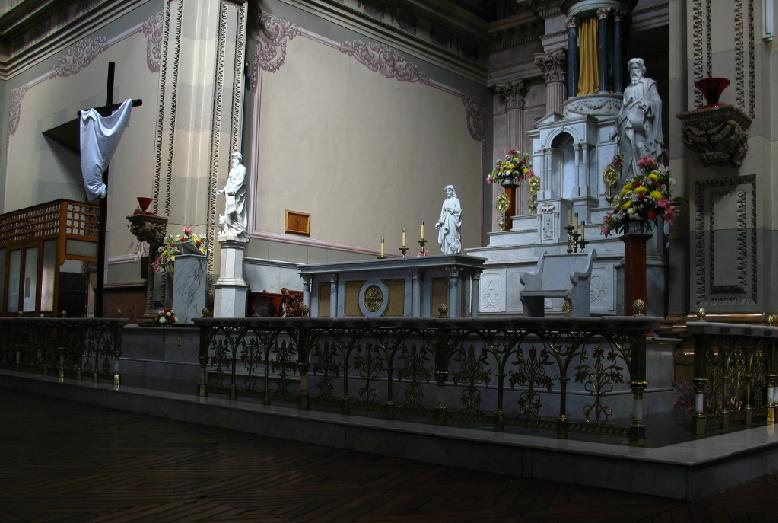
Interior de la Parròquia de Sant Francesc a Tepatitlán

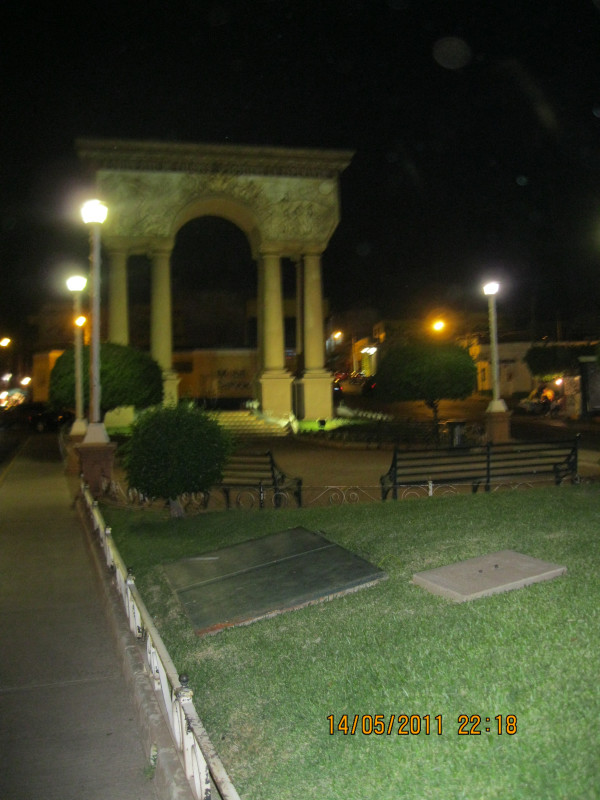
Arc del Mil·lenni en Tepatitlán

Aquest municipi compta amb atractius turístics, com la Ciutat de Tepatitlán (Palau Municipal, Viver Japonès, Parròquia de San Francisco de Asís, Santuari del Senyor de la Misericòrdia entre altres esglésies i edificis d'arquitectura colonial), Balnearis, Presa el Jihuite, Riu Verd, la Ciutat de Capella de Guadalupe, San José de Gracia, Ull d'Aigua de Latillas, Muntanya i bosc de Turó Gros, Els Sauces de Capella, Cascades del Sentinella en el Ranxo La Flor i el bosc de picachos.

## Història
Va ser habitat primitivament pels otomíes, que s'alimentaven de la caça, posteriorment van arribar els tecos o tecuexes, anomenats també “tecuanni”, que significa cruel o sanguinari. Homes indòmits que van establir senyorius en Mític, Tecpatitlán, Xalostotitlán, Yahualican, Mexticacán, Tlacotán, Ixtlahuacán, Acatic i Tzapotlán dels Tecuexes (Zapotlanejo).
La ciutat ha tingut diverses localitzacions a través dels temps: la primera, denominada “Poble Vell” en el turó de Raumalelí; posteriorment es van traslladar al Cerrito de la Creu, i al final, acabdillats per Mapelo, al lloc que ara ocupa.
L'any de 1530 va arribar a aquesta terra el capità espanyol Pedro Almíndez Chirino, enviat des de Cuitzeo per Nuño de Guzmán perquè explorés la regió fins a Zacatecas, i així va arribar a Zapotlán del Rei, Acatic, Tzapotlán i Tecpatitlán, fins al Turó Gros.
Els frares franciscans van evangelitzar el lloc i van construir la primera església, que van dedicar a San Francisco d'Assís, així la població va prendre el nom de San Francisco de Tecpatitlán.
Durant la Guerra d'Independència, la població, composta per alguns criolls i mestissos, es va mostrar al principi indecisa, però quan Don Miguel Hidalgo i Costella va entrar triomfant a Guadalajara, la indiferència es va baratar en entusiasme per la seva causa. Un tepatitlense, el coronel Albino Barajas va prendre part com a insurgent en la Batalla de Calderón.
Per decret del 27 de març de 1824, Tepatitlán es va convertir en un dels 26 departaments en què es va dividir l'Estat de Jalisco, i se li va concedir el títol de vila. A partir d'aquest mateix any va passar a pertànyer al Tercer Cantó amb capçalera en La Barca, situació que va prevaler fins a principis del segle xx, en desaparèixer l'organització territorial per cantons.
En temps de l'efímer Imperi de Maximiliano I, d'acord amb l'Estatut Provincial del 10 d'abril de 1862, Tepatitlán, com la majoria dels pobles dels Alts, va pertànyer al Departament d'Aguascalientes.
Pel decret número 41, publicat el 20 de setembre de 1883, se li va concedir a la llavors Vila, el títol de Ciutat, amb la denominació de Tepatitlán de Morelos, en honor de l'Insurgent Don José María Morelos i Pavón.

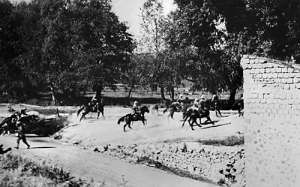
Soldats en Tepatitlán durant la guerra cristera

## Festes i celebracions tradicionals

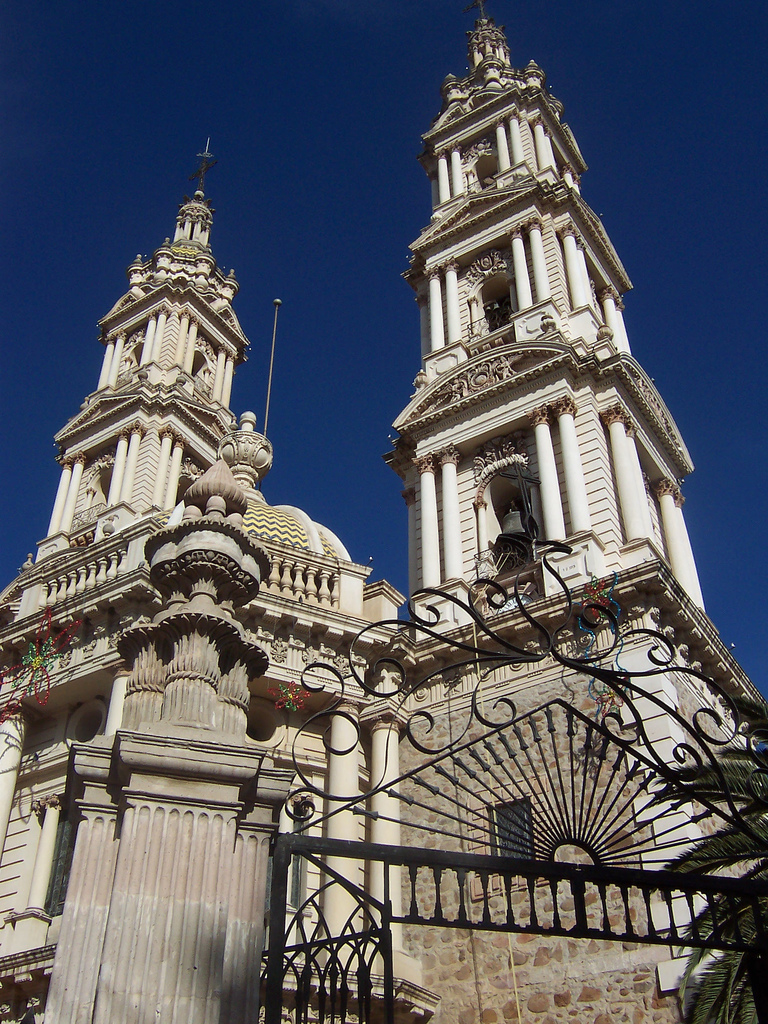
Parròquia de Sant Francesc a Tepatitlán